# ホセ・ルイス・サンマルティン・マト
ホセルことホセ・ルイス・サンマルティン・マト（José Luís Sanmartín Mato "Joselu"、1990年3月27日 - ）は、ドイツ・バーデン＝ヴュルテンベルク州シュトゥットガルト出身のサッカー選手。ポジションはフォワード。アル・ガラファ所属。スペイン代表。

## クラブ経歴
スペイン人の両親の下、西ドイツのシュトゥットガルトに生まれ、4歳の時にドイツを離れてスペインのガリシア州へ帰国した。
2002年からセルタ・デ・ビーゴの下部組織に入団し、2004年からはセルタのBチームでプレー。2009年にはトップチームデビューも果たした。2009年夏の移籍市場でレアル・マドリード・カスティージャに移籍した。2009-10シーズンはセルタにレンタルされ、トップチームで24試合に出場し、4得点を挙げた。
翌シーズンはカスティージャへ加入し、シーズン14得点を記録した。レアル・マドリードのリーグ最終節であるUDアルメリア戦にて後半85分にカリム・ベンゼマとの交代でプリメーラ・ディビシオンデビュー、その2分後にはクリスティアーノ・ロナウドのアシストから得点も挙げた。2011年12月20日のコパ・デル・レイSDポンフェラディーナで2度目となるトップチームでの出番を得ると、後半78分に再びゴールを奪った。
2011-12シーズンは、36試合で26得点（シーズン19得点、プレーオフ7得点）を記録、セグンダ・ディビシオンBの得点王となり、セグンダ・ディビシオンへの昇格に貢献した。
2012年8月、ドイツ・ブンデスリーガのTSG1899ホッフェンハイムへ完全移籍。
2013年7月、アイントラハト・フランクフルトへレンタル移籍。
2014-15シーズンはハノーファー96へ完全移籍。
2015年6月16日、ストーク・シティFCへ完全移籍。2017年から2シーズンはニューカッスル・ユナイテッドFCでプレー。
2019年7月15日、デポルティーボ・アラベスと3年契約を締結した。アラベスでは在籍3シーズン全てでプリメーラ2桁得点を記録し、プリメーラ通算36得点はアラベスの歴代1部通算最多得点記録となっている。
2022年6月27日、RCDエスパニョールと3年契約を締結した。2022-23シーズンはスペイン人としてリーグ最多得点となる16得点を挙げ、自身はサラ賞を受賞したものの、奮闘虚しくクラブはセグンダ・ディビシオンへと降格した。
2023年6月19日、古巣レアル・マドリードへのレンタル移籍することが発表された。契約期間は1年間で、シーズン終了後の完全移籍オプション付き。控えの立場だったが、出場機会を得た試合では貢献した。UEFAチャンピオンズリーグ準決勝のバイエルン・ミュンヘン戦2ndレグでは、途中出場で88分に同点弾、91分に決勝点を決める劇的な活躍で、チームの逆転勝利に貢献した。
2024年6月、レアル・マドリード側はホセルに対して1年契約の完全移籍オプションの行使をオファーしたが、ホセル本人はエムバペ、エンドリッキ加入などで出場機会を得る事は難しいと判断し、国外移籍を希望したと報じられる。6月28日、レアル・マドリードは移籍金150万ユーロ（当時のレートで2億6000万円）での完全移籍オプションの行使と同時にホセルのカタール・スターズリーグのアル・ガラファ移籍を発表した。移籍金は同額の150万ユーロで契約期間は2年間+1年間の延長オプション付、年俸は1700万ユーロ（約29億円）と報じられてる。

## 代表経歴
2008年から2年間はスペインの各世代別代表に招集されており、2009年にはU-19スペイン代表としてUEFA U-19欧州選手権2009に出場した。
2023年3月17日、UEFA EURO 2024予選を戦うスペイン代表から初招集を受けた。3月25日、予選のノルウェー代表戦にて、81分に途中交代でスペイン代表デビューを飾ると、直後の3分間で代表初得点を含む2得点を挙げた。

## 人物
同じレアル・マドリードの下部組織出身のダニ・カルバハルの妻とホセルの妻は、双子の姉妹のため、カルバハルとは義理の兄弟にあたる。

## 所属クラブ
- セルタ・デ・ビーゴB 2008-2009
- セルタ・デ・ビーゴ 2009
- レアル・マドリード・カスティージャ 2009-2012

→ セルタ・デ・ビーゴ 2009-2010 (loan)
- レアル・マドリード 2011-2012
- TSG1899ホッフェンハイム 2012-2014

→ アイントラハト・フランクフルト 2013-2014 (loan)
- ハノーファー96 2014-2015
- ストーク・シティFC 2015-2017

→ デポルティーボ・ラ・コルーニャ 2016-2017 (loan)
- ニューカッスル・ユナイテッドFC 2017-2019
- デポルティーボ・アラベス 2019-2022
- RCDエスパニョール 2022-2024

→ レアル・マドリード 2023-2024
- アル・ガラファ 2024-

## 代表歴

### 出場大会
- スペイン代表

2023年 - UEFAネーションズリーグ（優勝）

### 試合数
- 国際Aマッチ 6試合4得点（2023年 - ）

### 得点数
| # | 開催日        | 開催地                                   | 対戦国     | スコア | 結果 | 大会                                        |
| - | ------------- | ---------------------------------------- | ---------- | ------ | ---- | ------------------------------------------- |
| 1 | 2023年3月25日 | マラガ、ラ・ロサレーダ                   | ノルウェー | 2-0    | 3-0  | UEFA EURO 2024予選                          |
| 2 | 2023年3月25日 | マラガ、ラ・ロサレーダ                   | ノルウェー | 3-0    | 3-0  | UEFA EURO 2024予選                          |
| 3 | 2023年6月15日 | エンスヘーデ、デ・フロルーシュ・フェステ | イタリア   | 2-1    | 2-1  | UEFAネーションズリーグ2022-23・決勝ラウンド |
| 4 | 2023年9月12日 | グラナダ、ヌエボ・ロス・カルメネス       | キプロス   | 3-0    | 6-0  | UEFA EURO 2024予選                          |

## 獲得タイトル

### クラブ
レアル・マドリード
- プリメーラ・ディビシオン: 1回 (2023-24)
- UEFAチャンピオンズリーグ: 1回 (2023-24)
- スーペルコパ・デ・エスパーニャ: 1回 (2023-24)

### 代表
- UEFAネーションズリーグ（2022-23）
- UEFA欧州選手権: 2024

### 個人
- サラ賞 : 1回 (2022-23)